# نینو روتا
نینو روتا (به ایتالیایی: Nino Rota) (زادهٔ ۳ دسامبر ۱۹۱۱ – درگذشته ۱۰ آوریل ۱۹۷۹) آهنگساز و پیانیست مشهور ایتالیایی بود که بیشتر به‌خاطر آثارش در زمینهٔ موسیقی متن فیلم و به‌خصوص همکاری‌هایش با فدریکو فلینی شناخته شده‌است. وی همچنین تم معروف پدر خواندهٔ فرانسیس فورد کاپولا و موسیقی ۲ فیلم از فرانکو زفیرلی که برمبنای آثار شکسپیر ساخته شدند، نیز هست.
نینو روتا تا پایان عمرش مشغول آهنگسازی بوده که عمده این آهنگ‌ها برای سینما و فیلم‌ها بوده. وی برای بیش از ۱۵۰ فیلم ایتالیایی و بین‌المللی در دوره زمانی دهه ۱۹۳۰ تا پایان عمرش - ۱۹۷۹ - آهنگ ساخت؛ که به‌طور میانگین یعنی ۳ آهنگ در هر سال در بازه زمانی ۴۶ ساله. پر مشغله‌ترین سال‌های فعالیت روتا در بین دهه ۱۹۴۰ تا اواسط دهه ۱۹۵۰ بود که وی در هر سال به‌طور میانگین ۱۰ آهنگ می‌ساخت؛ رکورددار این دوره، سال ۱۹۵۴ است که در آن نینو روتا ۱۳ آهنگ مختلف را ساخت.
روتا علاوه بر آهنگ‌سازی فیلم، ۱۰ اپرا، ۵ باله و تعدادی آثار دیگر برای ارکستر و کُر نوشته‌است. در حوزه تئاتر نیز روتا سابقه همکاری با چند هنرمند برجسته را در کارنامه هنری خود دارد.

## فیلمشناسی
- ۱/۲ ۸
- آمارکورد
- بوکاچو ۷۰
- پدرخوانده
- پدرخوانده: قسمت دوم
- پدرخوانده: قسمت سوم
- پلنگ
- جاده
- جنگ بزرگ
- جنگ و صلح
- روکو و برادرانش
- رومئو و ژولیت
- زندگی شیرین
- ستیریکون
- شب‌های روشن
- شب‌های کابیریا
- کازانووای فلینی
- همیشه بهار است
- گوشه‌گیران آلتونا
- جولیتای ارواح
- هتل لونا، اتاق ۳۴
- ناپلئون
- چه شریرند مردان!